# Melanagromyza crotalariana
Melanagromyza crotalariana este o specie de muște din genul Melanagromyza, familia Agromyzidae, descrisă de Spencer în anul 1961. Conform Catalogue of Life specia Melanagromyza crotalariana nu are subspecii cunoscute.